# Гилхинг
Гилхинг (њем. Gilching) општина је у њемачкој савезној држави Баварска. Једно је од 14 општинских средишта округа Штарнберг. Према процјени из 2010. у општини је живјело 17.161 становника. Посједује регионалну шифру (AGS) 9188121.

## Географски и демографски подаци
Гилхинг се налази у савезној држави Баварска у округу Штарнберг. Општина се налази на надморској висини од 550–607 метара. Површина општине износи 31,5 km². У самом мјесту је, према процјени из 2010. године, живјело 17.161 становника. Просјечна густина становништва износи 545 становника/km².

## Међународна сарадња
| Мјесто | Држава  | Врста сарадње | Од    |
| ------ | ------- | ------------- | ----- |
| Чечина | Италија | партнерство   | 1989. |
| Извор  |         |               |       |